# Nanov
Nanov es una comuna ubicada en el distrito de Teleorman, Rumania.

## Superficie
Posee una superficie de 66,01 kilómetros cuadrados.

## Demografía
Hasta 2021 la población era de 3585 habitantes, con una densidad de población de 54,31 habitantes por kilómetro cuadrado.